# Ромбический гремучник
Ромбический гремучник (лат. Crotalus adamanteus) — вид ядовитых змей семейства гадюковых.
Общая длина колеблется от 1,8 до 2,4 м. Наибольший известный образец длиной 2,4 м был найден в 1946 году и весил 15,4 кг. Голова широкая, плоская. Туловище крепкое. Окраска коричневая, жёлто-коричневая, серо-коричневая, оливковая. Вдоль спины расположена цепочка из 24-35 тёмно-бурых, чёрных с бриллиантовым блеском ромбов или пятен, окруженных светло-жёлтой окантовкой. Брюхо желтоватого или кремового цвета с многочисленными тёмными пятнышками.
Любит леса, кустарники, вырубки, побережье водоёмов. Активен ночью. Питается грызунами, птицами и их яйцами. Прячется в норах черепах-гофер.
Яйцеживородящая змея. В августе-сентябре самка рождает 7—21 детёнышей длиной 30—36 см.
Яд довольно опасный. Смертность в результате укуса составляет 10-30%. Впрочем благодаря тому, что эта змея не агрессивна, случаев гибели людей значительно меньше. Среди гремучих змей этот вид имеет самую высокую «удойность». В среднем от одной змеи получают 660 мг (в сухом весе) яда.
Эндемик Соединённых Штатов Америки. Живёт во Флориде, вдоль побережья проникает на север до мыса Гаттерас, а на запад - до Нового Орлеана.